# ریدار تونسبرگ
ریدار تونسبرگ (نروژی: Reidar Tønsberg; ۲۳ مارس ۱۸۹۳ – ۱۲ مارس ۱۹۵۶) ژیمناست هنری اهل نروژ بود.